# 塔斯马尼亚州旗
塔斯曼尼亚州旗（英语：Flag of Tasmania），现在的塔斯曼尼亚州旗启用于1876年9月25日，由塔斯马尼亚總督弗雷德里克·阿洛伊休斯·韦尔德宣布，并在《塔斯马尼亚宪报》首次公布。
州旗由英国蓝船旗与徽章组成。徽章由一个白色的圆盘与一头在圆盘中心阔步向前的红色狮子组成。狮子因何包含在旗帜中，没有官方记录。该设计的起源无从得知，据推断这头狮子可能与英格兰有关。